# Distretto di Trutnov
Il distretto di Trutnov (in ceco okres Trutnov) è un distretto della Repubblica Ceca nella regione di Hradec Králové. Il capoluogo di distretto è la città di Trutnov.

## Geografia antropica
Il distretto conta 75 comuni:

### Città
- Dvůr Králové nad Labem
- Hostinné
- Janské Lázně
- Pec pod Sněžkou
- Pilníkov
- Rtyně v Podkrkonoší
- Svoboda nad Úpou
- Špindlerův Mlýn
- Trutnov
- Úpice
- Vrchlabí
- Žacléř

### Comuni mercato
- Černý Důl
- Mladé Buky

### Comuni
- Batňovice
- Bernartice
- Bílá Třemešná
- Bílé Poličany
- Borovnice
- Borovnička
- Chotěvice
- Choustníkovo Hradiště
- Chvaleč
- Čermná
- Dolní Branná
- Dolní Brusnice
- Dolní Dvůr
- Dolní Kalná
- Dolní Lánov
- Dolní Olešnice
- Doubravice
- Dubenec
- Hajnice
- Havlovice
- Horní Brusnice
- Horní Kalná
- Horní Maršov
- Horní Olešnice
- Hřibojedy
- Jívka
- Klášterská Lhota
- Kocbeře
- Kohoutov
- Královec
- Kuks
- Kunčice nad Labem
- Lampertice
- Lánov
- Lanžov
- Libňatov
- Libotov
- Litíč
- Malá Úpa
- Malé Svatoňovice
- Maršov u Úpice
- Mostek
- Nemojov
- Prosečné
- Radvanice
- Rudník
- Stanovice
- Staré Buky
- Strážné
- Suchovršice
- Trotina
- Třebihošť
- Velké Svatoňovice
- Velký Vřešťov
- Vilantice
- Vítězná
- Vlčice
- Vlčkovice v Podkrkonoší
- Zábřezí-Řečice
- Zdobín
- Zlatá Olešnice